# Hermiona
L'Hermiona (Ermíone) è una tragedia latina (cothurnata) del tragediografo latino Marco Pacuvio (circa 220-130 a.C.) di cui restano oggi solo alcuni frammenti.

## Trama
Realizzata a partire da uno sconosciuto originale greco, forse di Sofocle, l'opera trattava la storia, connessa al ciclo di Oreste, di Ermione: la giovane figlia di Menelao ed Elena, già promessa sposa al cugino Oreste, figlio di Agamennone, viene data in moglie al figlio di Achille, Neottolemo. 
A Delfi, tuttavia, Oreste e Neottolemo si scontrano, e il secondo ha la peggio e soccombe; Ermione parte dunque alla volta di Argo assieme a Oreste.